# Musca convenio
Musca convenio là một loài ruồi trong họ Tachinidae.